# Glover Quin
Glover Freeman Quin Jr. (* 15. Januar 1986 in McComb, Mississippi) ist ein ehemaliger US-amerikanischer American-Football-Spieler in der National Football League (NFL). Er spielte für die Detroit Lions sowie die Houston Texans zunächst als Cornerback, später dann als Free Safety.

## College
Quin besuchte zunächst das Southwest Mississippi Community College, wechselte dann aber an die wesentlich renommiertere University of New Mexico. Für deren Team, die Lobos, spielte er von 2006 bis 2008 auf der Position des Cornerbacks erfolgreich College Football.

## NFL

### Houston Texans
Beim NFL Draft 2009 wurde er in der vierten Runde als insgesamt 112. Spieler von den Houston Texans ausgewählt. Quin wurde in seiner Rookie-Saison als Nickelback und in den Special Teams eingesetzt. In der Spielzeit 2010 lief er als Starting Cornerback auf, seit 2011 spielt er als Safety.

### Detroit Lions
Am 13. März 2013 unterschrieb er bei den Detroit Lions einen Fünfjahresvertrag. War die Saison 2013 schon sehr gut, steigerte er sich 2014 nochmals und konnte die meisten Interceptions der Liga verbuchen, wofür er auch in den Pro Bowl berufen wurde. 2017 erhielt er vorzeitig eine Vertragsverlängerung um zwei Jahre. 2018 zeigte er deutliche Regression und wurde daraufhin am 15. Februar 2019 entlassen. Er hatte bis dahin alle 96 Spiele in seinen sechs Saisons bei den Lions gestartet.
Anfang Juli 2019 erklärte Quin seinen Rücktritt vom aktiven Sport.